# Корлатешти (Прахова)
Корлатешти (рум. Corlătești) насеље је у Румунији у округу Прахова у општини Берчени. Oпштина се налази на надморској висини од 124 m.

## Историја
Уз име насеља је стојала раније одредница "Срби". То је значило да су ту у 19. веку живели поред Румуна и Срби. Међутим, млађи историчари, попут Елене-Камелије Забаве из Крајове, те Србе без доказа преводе у Бугаре.

## Становништво
Према подацима из 2002. године у насељу је живело 1489 становника, од којих су сви румунске националности.